# مستحاثة

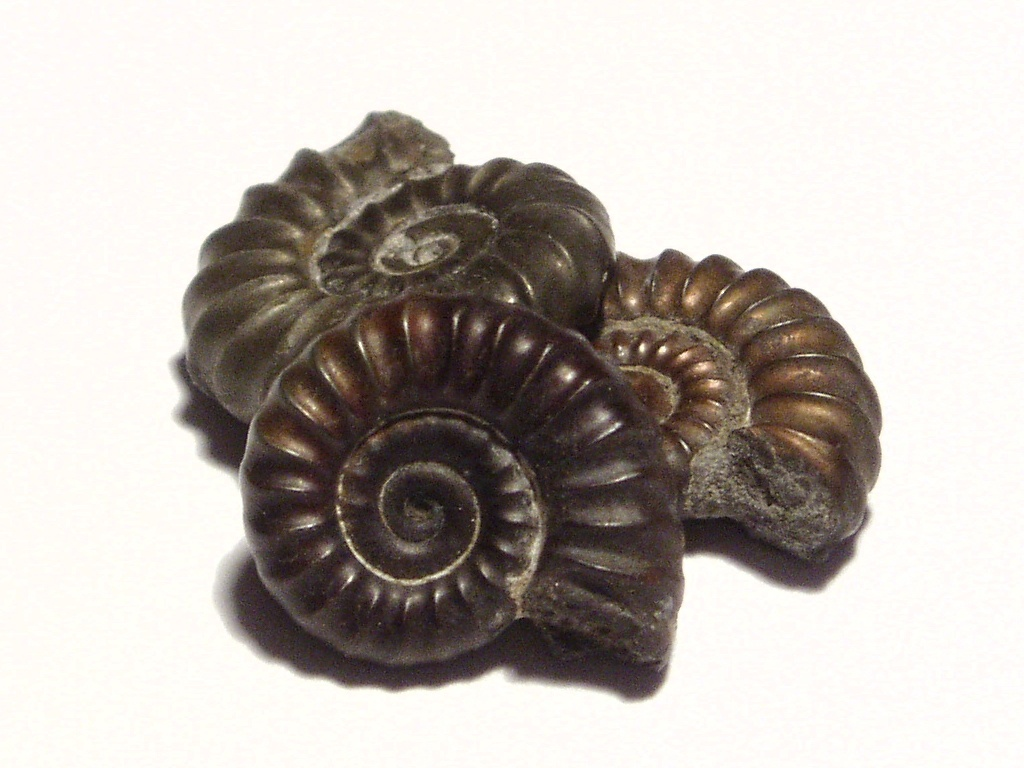
ثلاثة أحافير صغيرة كل منها عرضه 1.5 سم.

المُسْتَحَاثَات أو الأحافير أو الأحفورات أو المُتَحَجِّرَات أو الجَعَائف (باللاتينية: Fossile) (واحدتها المُسْتَحَاثَة أو الأُحْفُور أو الأُحْفُورَة أو المُتَحَجِّرَة أو الجَعِيْفَة) هي بقايا أو طبعات أو آثار الكائنات حية (حيوان أو نبات) محفوظة في صخور القشرة الأرضية بعد تحللها خلال الأحقاب الزمنية الماضية. ويطلق على العلم الذي يدرسها علم الإحاثة أو علم الأحافير (دراسة بقايا الكائنات الحية)، وهو يختلف عن العلم الذي يدرس آثار الإنسان وبقاياه المسمى بعلم الآثار أو علم الحفريات. المستحاثات تظهر لنا أشكال الحياة بالأزمنة الماضية وظروف معيشتها وحفظها خلال الحقب الجيولوجية المختلفة. ومعظم مستحاثات الحيوانات والنباتات عاشت في الماء أو دفنت في الرمل أو الجليد. أما بالنسبة للأسماك فهي عادة لا تصبح أحافيرا، لأنها عندما تموت لا تغطس في قاع الماء. لهذا فإن مستحاثات الأسماك نادرة وقد تظهر علي الشواطيء نتيجة المد والجزر. ويعتبر الفحم الحجري مستحاثات للنباتات المتحجرة. ولا يبقي من الأسماك سوي الهيكل العظمي والأسنان وعظام الرأس. والإنسان والحيوانات لا يبقي منها سوى العظام والأسنان والجماجم. قد تبقي لمدة ملايين السنين كالماموث والفيلة التي عثر عليها على ضفة نهر التيمز. وقد تترك النباتات والحيوانات الرخوة بصماتها كالأعشاب والرخويات. وقد تحتفظ الثمار والبذور وحبوب اللقاح بهيئتها كثمار البلح التي وجدت في الطين بلندن. وأوراق النباتات قد تترك بصمات شكلها وعروقها مطبوعة لو سقطت فوق الطين الذي يجف بعدها. ووجدت متحجرات في حمم البراكين أو في الصخور أو تحت طبقات الجبال والتلال والجليد. ومن الأحافير يمكن تحديد أصول وعمر الإ نسان والحيوان والنبات خلال الحقب التاريخية والجيولوجية التي تعاقبت فوق الأرض.

## التأريخ

### تقدير التواريخ
يسعى علم الإحاثة إلى تحديد كيفية تطور الحياة خلال الزمن الجيولوجي. توجد عقبات كبيرة بسبب صعوبة العمل مع عصور المستحاثات. تفتقر العناصر التي تحافظ على المستحاثات عادةً إلى العناصر المشعة اللازمة لعملية التأريخ الإشعاعي. تعتبر هذه التقنية هي الوسيلة الوحيدة لمعرفة عمر الصخور الأكبر من 50 مليون عامًا ويمكن أن تكون دقيقة بهامش خطأ أقل من 0.5٪ أو أفضل. على الرغم من أنَّ التأريخ الإشعاعي يتطلب عملًا مخبريًا دقيقًا إلا أنَّ مبدأه الأساسي بسيط: معروف لدينا مسبقًا المعدلات التي تتحلل عندها العناصر المشعة المختلفة، وهكذا توضح نسبة العنصر الإشعاعي إلى عناصره المتحللة كم من الوقت مضى على وجود العنصر المشع في الصخر. العناصر المشعة شائعة فقط في الصخور ذات الأصل البركاني وبالتالي فإنَّ الصخور الوحيدة التي تحمل مستحاثات ويمكن تأريخها إشعاعيًا هي طبقات الصخور البركانية، والتي قد تمثل حدًا يفصل بين الرواسب المتداخلة.

#### علم طبقات الأرض
يعتمد علماء الأحافير على علم طبقات الأرض لتأريخ المستحاثات. وهو علم فك شيفرة (طبقات الكعكة) التي تمثل السجل الرسوبي. تشكل الصخور عادة طبقات أفقية نسبيًا بحيث تكون سماكة كل طبقة أقل من سماكة الطبقة التي تحتها. إذا تم العثور على حفرية بين طبقتين معروفتي الأعمار حينها يُزعم أنَّ عمر الحفرية يقع في مجال عمري الطبقتين. ونظرًا لعدم استمرار تسلسل الصخور حيث قد يتم تخريبها بسبب عيوب أو فترات تآكل فمن الصعب للغاية مقارنة طبقات الصخور مع المستحاثات غير المجاورة لها مباشرة. ومع ذلك يمكن استخدام المستحاثات الأنواع التي عاشت لفترة قصيرة نسبيًا لمقارنتها مع الصخور: تسمى هذه التقنية دراسة الطبقات الحيوية. على سبيل المثال: عاش أحد أصناف مخروطيات الأسنان الذي يسمى (Eoplacognathus pseudoplanus) لفترة قصير في العصر الأوردوفيكي الأوسط. إذا كانت الصخور مجهولة العمر وتحمل آثار لتلك الكائنات فهذا يعني أنَّ تاريخها يعود إلى العصر الأوردوفيكي الأوسط. يجب أن تكون هذه المؤشرات الأحفورية مميزة ومنتشرة على نطاق عالمي ووجدت ضمن نطاق زمني قصير لتكون مفيدة. يتم استنتاج نتائج خاطئة ومضللة إذا كانت المؤشرات الأحفورية مؤرخة بشكل خاطئ. يمكن أن يوفر علم طبقات الأرض وعلم دراسة الطبقات الحيوية تواريخ نسبية بشكل عام (A كانت قبل B)، والتي غالبًا ما تكون كافية لدراسة التطور. ومع ذلك فهو أمر صعب خلال بعض الفترات الزمنية بسبب المشاكل التي تظهر عند مطابقة الصخور من نفس العمر عبر مختلف القارات. تساعد شجرة العائلة أيضًا في اكتشاف تاريخ ظهور نوع معين لأول مرة. على سبيل المثال: إذا كانت الأحافير B أو C تعود إلى زمن X مليون سنة وكانت شجرة العائلة تشير إلى أن A كان سلفًا لـ B و C، عندها من المؤكد وجود A قبلهما.
من الممكن أيضًا تقدير المدة التي انقضت منذ انفصال نوع من الكائنات لنوعين (بعبارة أخرى: الوقت التقريبي الذي مضى على وجود آخر سلف مشترك بينهما) من خلال افتراض أنَّ طفرات الحمض النووي تتراكم بمعدل ثابت. ومع ذلك فإن هذه (الساعات الجزيئية) قابلة للخطأ ولا توفر سوى تأريخ تقريبي: فهي مثلًا ليست دقيقة وموثوقة بدرجة كافية لتقدير وقت تطور المجموعات التي ظهرت أول مرة في الانفجار الكامبري، وقد تختلف التقديرات التي تنتجها تقنيات مختلفة بنحو الضعف.

## الحدود العليا والدنيا
نادرًا ما يتم الحفاظ على الكائنات الحية كمستحاثات في الظروف المثلى، ولم يتم اكتشاف سوى جزء ضئيل منها حتى الآن. يظهر ذلك من خلال حقيقة أنَّ عدد الأنواع المعروفة في السجل الأحفوري أقل من نسبة 5٪ من عدد الأنواع الحية المعروفة، مما يشير إلى أنَّ عدد الأنواع التي ظهرت كمستحاثات أقل بكثير من نسبة 1٪ من جميع الأنواع التي عاشت على الأرض منذ الأزل. ونظرًا للظروف الخاصة والنادرة اللازمة لحفظ بنية بيولوجية كمستحاثة، من المتوقع تمثيل نسبة صغيرة فقط من أشكال الحياة في الاكتشافات الأحفورية، وتمثل كل مستحاثة مجرد لقطة واحدة لعملية التطور. لا يمكن توضيح التغير وتأكيده إلا من خلال المستحاثات المتغيرة، والتي لن تظهر نقطة وسطية محددة تمامًا.
إنَّ السجل الأحفوري يميل بشكل كبير تجاه حفظ الكائنات الحية ذات الأجزاء الصلبة (عظام، أسنان)، مما يقلل فرص حفظ معظم الكائنات ذات الأجسام الرخوة. وهو مليء بالرخويات والفقاريات وشوكيات الجلد وعضديات الأرجل وبعض مجموعات مفصليات الأرجل.

### المتحجرات الأولية

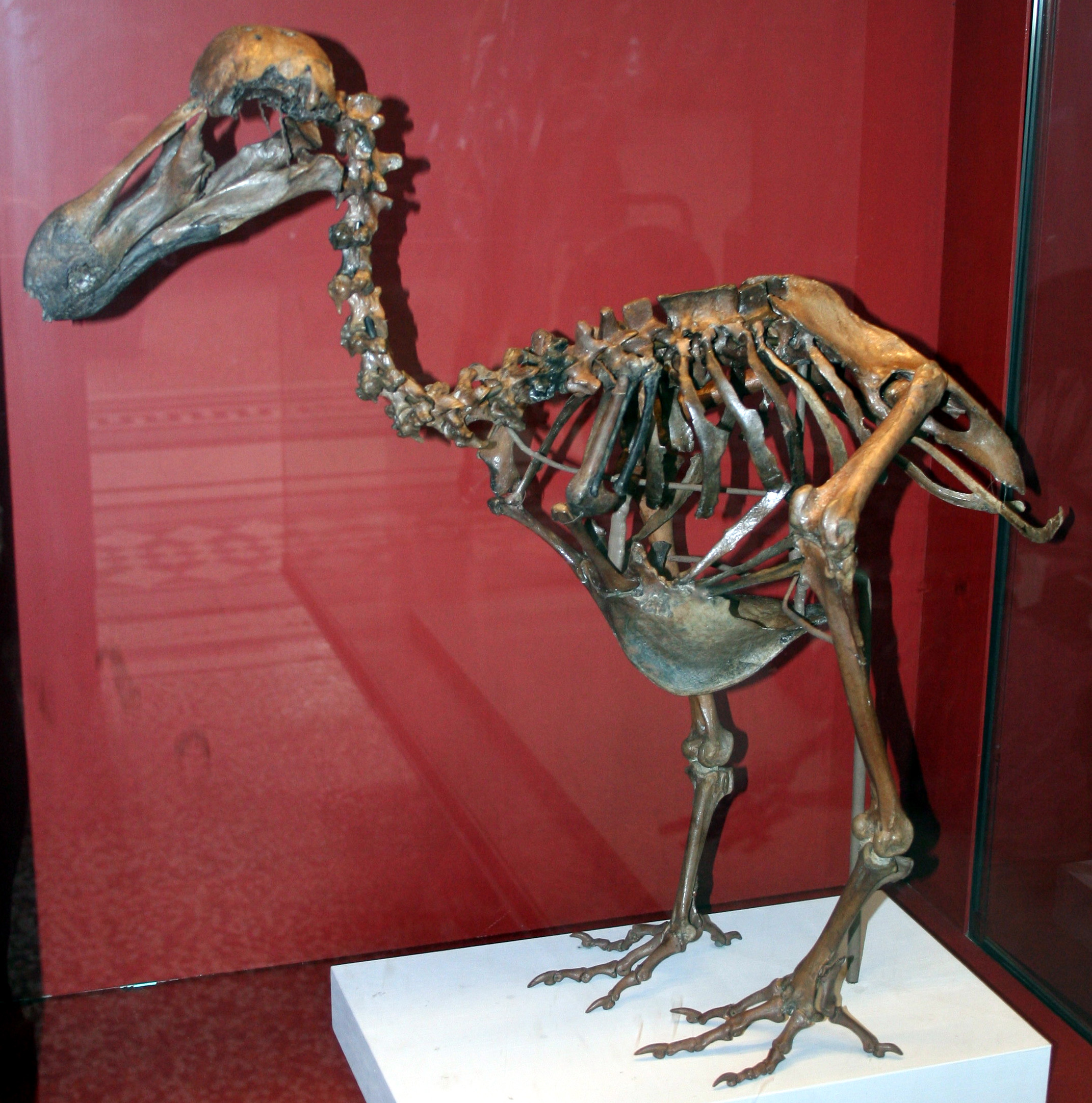
هيكل عظمي متحجر للطائر دودو

يمكن استخدام مصطلح "متحجرات أولية" لوصف البقايا، مثل العظام، والأعشاش، أو الرواسب البرازية، التي لم يكتمل عملية تحجرها، إما بسبب قصر الفترة الزمنية منذ أن كان الحيوان المعني على قيد الحياة، أو بسبب عدم المثالية في الظروف التي دُفنت فيها البقايا للتحجر. غالبًا ما تُوجَد المتحجرات الأولية في الكهوف أو المأوى الآخر حيث يمكن الحفاظ عليها لآلاف السنين. أهمية المتحجرات الأولية مقابل البقايا الحفرية هي أن الأولى تحتوي على مواد عضوية، والتي يمكن استخدامها للتأريخ الإشعاعي الكربوني أو استخراج وتتابع الحمض النووي، أو البروتينات، أو غيرها من الجزيئات البيولوجية. بالإضافة إلى ذلك، يمكن أن تقدم نسب النظائر معلومات كثيرة عن الظروف البيئية التي عاش فيها الحيوانات المنقرضة. المتحجرات الأولية مفيدة لدراسة التاريخ التطوري للبيئة وقد تكون ذات أهمية لدراسات المناخ القديم.
تُوجَد المتحجرات الأولية غالبًا في بيئات الترسيب، مثل ترسبات البحيرات، والترسبات البحرية، والتربة. وبمجرد الترسيب، يمكن أن تغير العمليات الفيزيائية والكيميائية التجوية من حالة الحفظ، كما يمكن أيضًا أن تُبتلَع المتحجرات الأولية الصغيرة من قِبَل الكائنات الحية الحالية. إن البقايا المتحجرة الأولية التي تعود إلى العصر المزوزويكي نادرة للغاية، وعادة ما تكون في حالة تحلل متقدمة، والنتيجة هي أنها موضع جدل كبير. تأتي الغالبية العظمى من المواد المتحجرة الأولية من ترسبات الرباعي، بما في ذلك الكثير من رؤوس القونصليات النحاسية المتحجرة أوليًا، وقشور الرخويات المائية المتحجرة أوليًا، والطحالب الدياتومية، والحفريات المنقرضة.

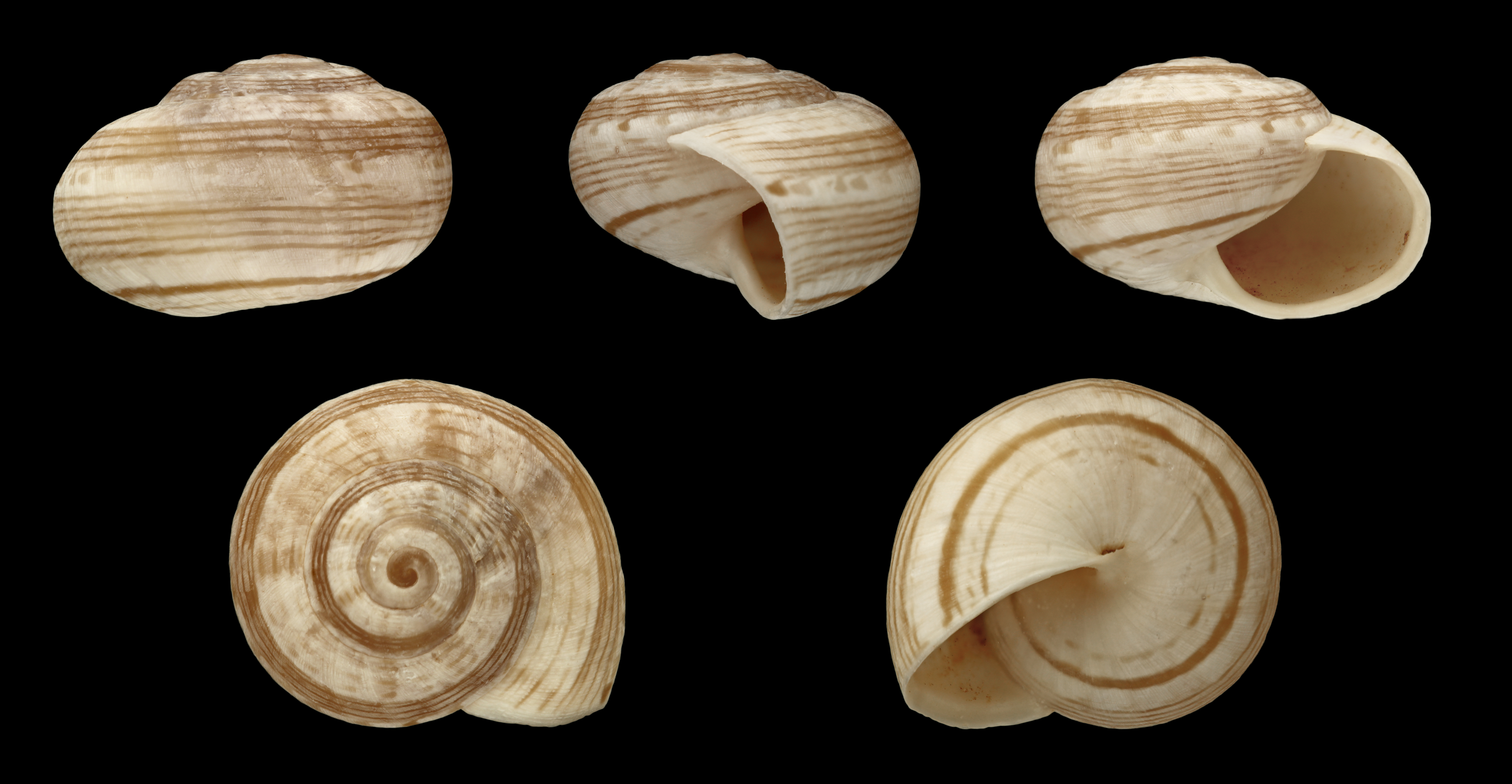
متحجرة أولية لـ ثيبا جيميناتا

بالنسبة للبقايا مثل صدفة الرخويات، والتي غالبًا ما لا تتغير تركيبتها الكيميائية على مر الزمن الجيولوجي، وقد تحتفظ أحيانًا حتى بخصائص مثل العلامات اللونية الأصلية لملايين السنين، يتم تطبيق تصنيف "متحجرة أولية" على الصدفات التي يُفهَم أنها تبلغ آلاف السنين من العمر، ولكنها من الحقبة الهولوسينية، وبالتالي ليست قديمة بما يكفي لتكون من عصر البلايستوسين.

## المواقع

### المكمن الأحفوري
تُعرف المواقع الأحفورية ذات المستحاثات الاستثنائية (بما في ذلك مستحاثات لأنسجة لينة) باسم (Lagerstätten) وهي كلمة ألمانية تعني (أماكن التخزين). قد تنتج هذه التكوينات عن دفن الكائنات في بيئة خالية من الأكسجين مع وجود أٌقل نسبة ممكنة من البكتيريا مما يبطئ تحللها. يمتد زمن المكامن الأحفورية خلال الزمن الجيولوجي من العصر الكامبري إلى وقتنا الحاضر. ومن بين أفضل الأمثلة على حفظ المستحاثات شبه التام في جميع أنحاء العالم سلسلة صخور ماوتيانشين من العصر الكامبري وطبقة طَفل بورغيس وصخر هانسروك الأردوازي من العصر الديفوني، وحجر سولنوفن الكلسي من العصر الجوراسي، وحجر مازون كريك من العصر الفحمي.

### الستروماتوليت
الستروماتوليت هي هياكل تراكمية مكونة من طبقات تشكلت في المياه الضحلة عن طريق حبس ودعم الحبيبات الرسوبية بواسطة الأغشية الحيوية من الكائنات الحية الدقيقة وخاصة البكتيريا الزرقاء. توفر الستروماتوليت بعض أقدم سجلات المستحاثات للحياة على الأرض ويعود تاريخها إلى أكثر من 3.5 مليار عام.
كانت الستروماتوليت متوفرة في عصر ما قبل الكامبري. في حين تعتبر بقايا المستحاثات القديمة في العصر السحيق من مستعمرات البكتيريا الزرقاء، قد تكون المستحاثات الأصغر (أي من عصر الطلائع) أشكالًا من عصر ما قبل التاريخ من اليخضورات حقيقية النواة (أي الطحالب الخضراء). يوجد تصنيف واحد شائع جدا من الستروماتوليت في السجل الجيولوجي هو الكولينا. يعود تاريخ أقدم ستروماتوليت بأصل جرثومي مؤكد إلى 2.724 مليار سنة مضت.
وفر اكتشاف حدث في عام 2009 دليلًا قويًا على أنَّ الستروماتوليت الجرثومية تعود إلى ما قبل 3.45 مليار عام.
يعتبر الستروماتوليت مكون رئيسي في السجل الأحفوري لأول 3.5 مليار سنة من التاريخ، وبلغ ذروة انتشاره قبل نحو 1.25 مليار سنة مضت. They subsequently declined in abundance and diversity, وانخفض في وقت لاحق في انتشاره وتنوعه، حيث انخفض بحلول بداية عصر الكامبري بنسبة 20 ٪ مقارنة بذروة انتشاره. التفسير الأكثر شعبية لذلك هو أن المواد المسؤولة عن بناء الستروماتوليت وقعت ضحية الرعي (ثورة الزراعة في العصر الكامبري)، مما يدل على أنّ الكائنات المعقدة كانت شائعة قبل أكثر من مليار سنة.
إنَّ العلاقة بين وفرة وانتشار الستروماتوليت وبين الكائنات التي تعتمد على الرعي موثقة جيدًا في سجل التشعب التطوري من العصر الأوردوفيشي. زاد انتشار الستروماتوليت أيضًا بعد الانقراض الأوردوفيشي وانقراض الحيوانات البحرية في العصر البرمي الثلاثي، ومن ثم تراجعت إلى المستويات السابقة عند عودة الحيوانات البحرية. [37] قد لا تكون التغيرات في الكائنات متعددة الخلايا وتنوعها العامل الوحيد لانخفاض وفرة الستروماتوليت. ومن الممكن أن تكون بعض العوامل الأخرى مثل كيمياء البيئة مسؤولة أيضًا عن هذه التغييرات.

## الشروط اللازمة لحفظ الأحافير

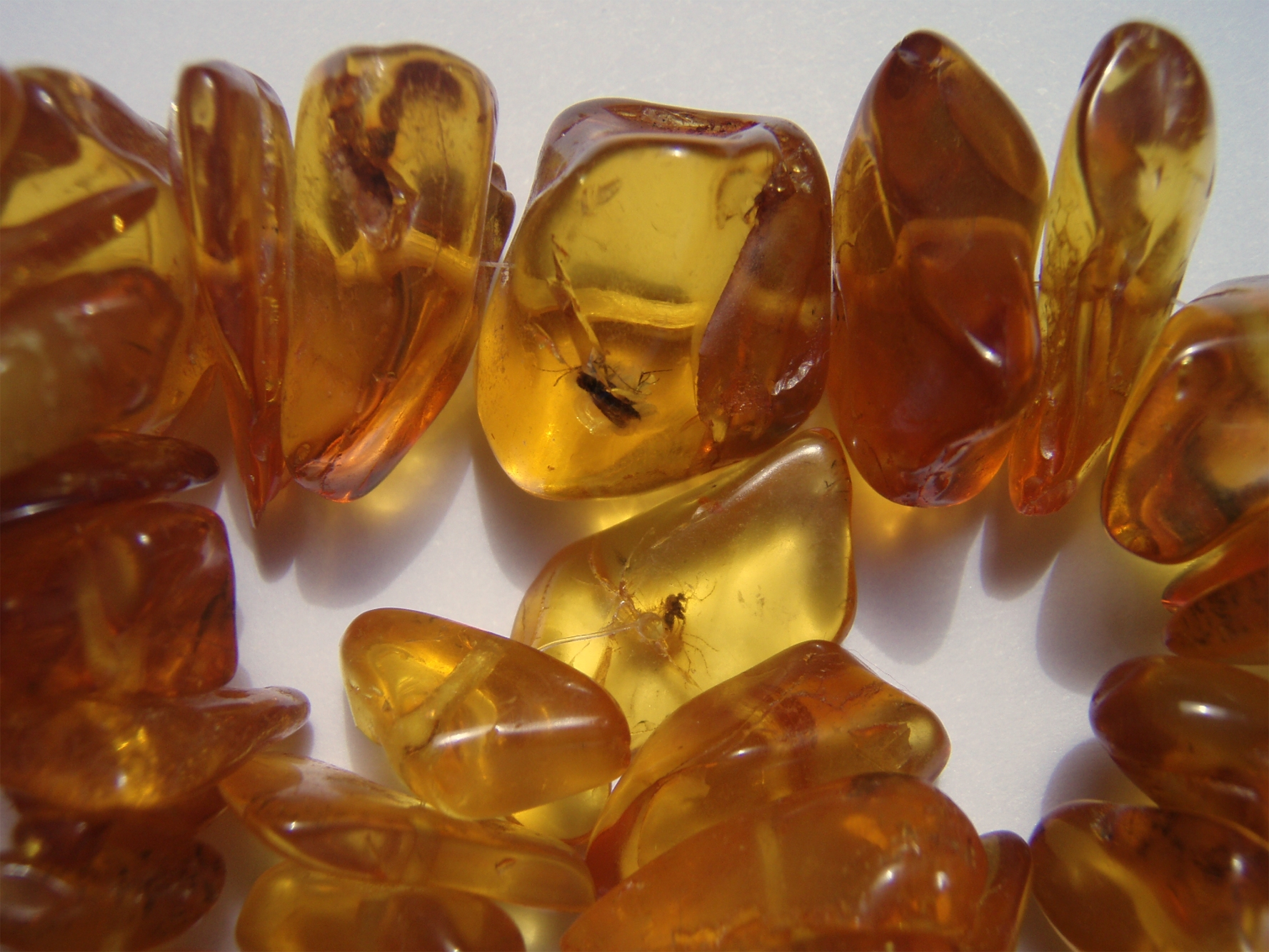
حشرات داخل الكهرمان

- أن يحتوي جسم الكائن على أجزاء صلبة كالأصداف والعظام

فالمواد الرخوة تتحلل إلا إذا صادفتها ظروف خاصة تساعد في حفظها كأن تدفن وتغطى مثلاً بالثلج أو تدفن في مواد أسفلتية أو صمغية
- أن يتم الطمر (الدفن) بسرعة داخل الرواسب لحماية بقايا الكائن من التلف

فيحفظه ذلك من المؤثرات الجوية التي تعمل على تفتيت أجزائه الصلبة وتلاشيها ولايحفظ الدفن السريع المادة الرخوة في المخلوق لأنها تتحلل وتبلى بفعل البكتريا

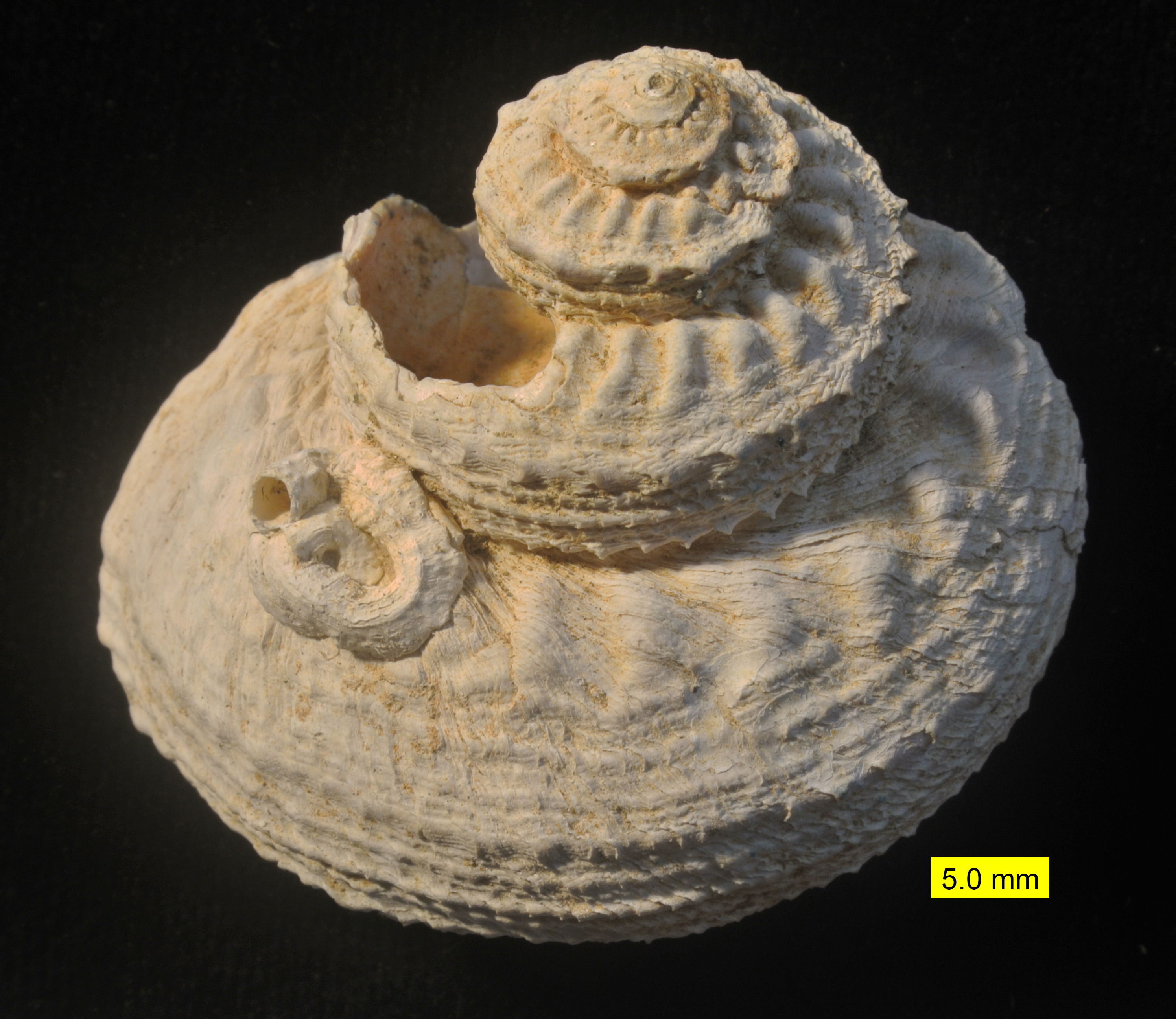

- أن تكون الرواسب التي تدفن الكائن الحي على شكل وحل.

ليمكنه من حفظ شكله الخارجي في الصخرة الرسوبية لأن الجلاميد والحصى صلبة ولا يمكنها من حفظ بصمة الكائن.
- أن يكون وسط الترسب هادئا

وذلك ليتم الدفن بشكل جيد، لكي لا تنقل التيارات البقايا إلى مكان آخر.

## طرق حفظ الأحافير

### الحفظ الكامل
وهو حفظ الكائن كاملاً بجميع أجزائه الصلبة والرخوة، ويعتبر العثور على المخلوقات كاملة نادراً جداً لأن حفظها يحتاج إلى بيئات وظروف خاصة، وهذا النوع من الحفظ هام جداً لأنه يعطينا معلومات مهمة عن أجزاء الحيوانات اللحمية وتشريحها، ومن المخلوقات التي حفظت حفظاً كاملاً الماموث الصوفي في ثلوج سيبيريا، كما وجد وحيد القرن الصوفي محفوظاً في الطبقات الأسفلتية في أوروبا الشرقية وحفظت بعض الحشرات وحبيبات اللقاح في الصمغ النباتي (الكهرمان)

### الحفظ بتغيير التركيب الأصلي
وهو الذي يحدث نتيجة تغير كيميائي في تركيب المادة الأصلية للمخلوق الحي ويتم بأحد الطرق التالية

#### التفحم
تتم هذه العملية بأن يتطاير الأكسجين والهيدروجين والنيتروجين الموجود في خلايا النبات وفي المواد القرنية الحيوانية ويتبقى عنصر الكربون بشكل فحم يمثل الشكل الأصلي. وغالباً ما تكون البيئة التي تحفظ فيها بقايا المخلوق عن طريق التفحم بيئة كيميائية مختزلة مثل بيئة المستنقعات.

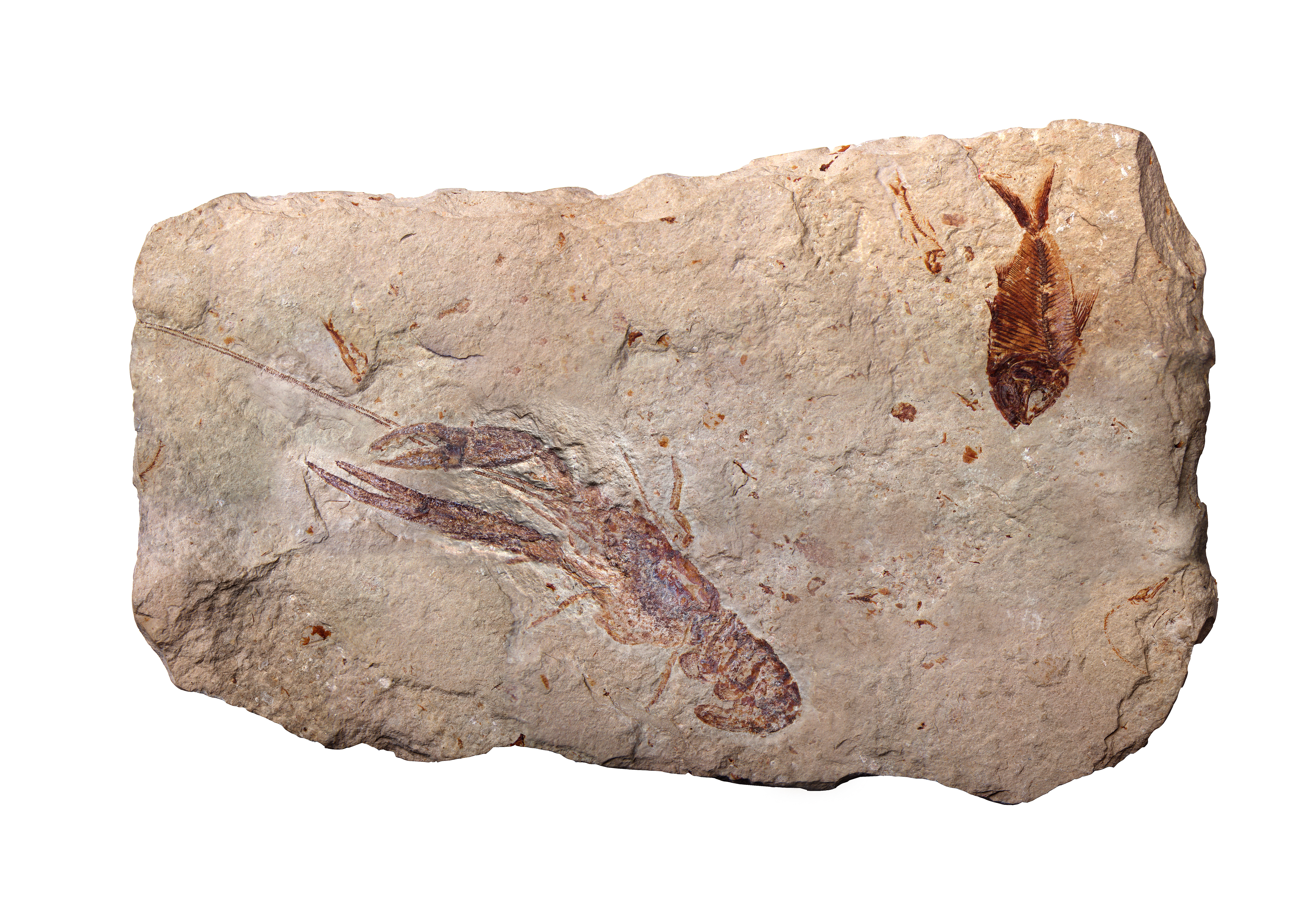
نموذج للأحفورة "سرطان البحر"

#### التمعدن Permineralization
يحدث عندما تترسب الأملاح المعدنية الذائبة في الماء ككربونات الكالسيوم والسيليكا والبايرايت أو الجالينا في مسام الأصداف والعظام وبهذا تدعم هذه المواد العظام أو الأصداف وتزيد من كثافتها وثقلها وقابليتها للحفظ مثل اصداف المحاريات والقنفذيات وعظام الديناصورات

#### الإحلال Replacement

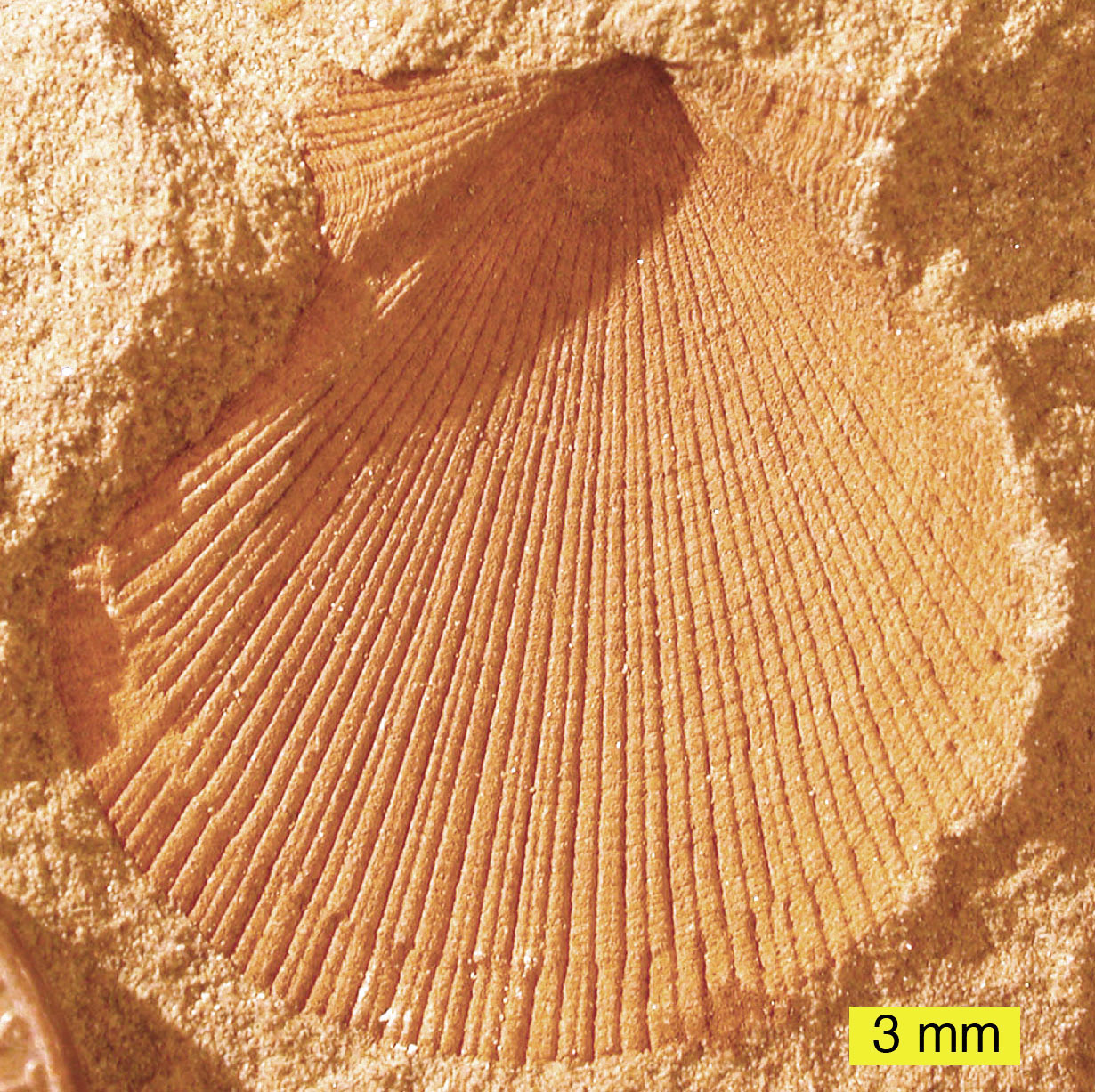

هو عملية إحلال معدن ثانوي محل المواد الأصلية للمخلوق ويتم ذلك عندما تتضاغط الرسوبيات تحت ضغط وزنها ببطء فتتحول إلى أحجار حيث يتسرب الماء من خلال حبيبات الراسب، ويكون هذا الماء عادة مشبعاً بالأملاح التي تعطيه قدرة على إذابة مادة الأحافير وإحلال المعادن محلها. وعملية الإحلال هذه تتم بطريقة منتظمة مما يؤدي إلى حفظ الشكل الداخلي للبقايا الصلبة وتعرف هذه العملية بالإحلال الصادق وفي بعض الأحيان تتم عملية الإحلال بطريقة غير منتظمة فينتج حفظ الشكل الخارجي فقط بينما تضيع تفاصيل بنائها الداخلي تماماً وتعرف هذه العملية بالإحلال الكاذب.

### الطبع Imprints
ربما تترك بعض الحيوانات طبعة اقدامها على المواد الرسوبية الطرية، وعندما تتصلب هذه الرواسب يحفظ الطبع كنوع من الأحافير كآثار أقدام الحصان.

### آثار الحفر
تحفر بعض الحيوانات كالديدان في الرواسب الطرية جحوراً وممرات تمتلئ فيما بعد بالرواسب وعندما تتصلب هذه الرواسب تحفظ آثار الحفر كنوع من الأحافير وهذا النوع من الأحافير قد يكون هو الأثر الوحيد للحيوانات التي ليس لها هياكل صلبة مثل جحور الديدان.

### القوالب والحشوات Molds & Casts
تتألف بعض الأحافير من تكون حشوات أو قوالب لهيكل الحيوان فعندما تدفن الصدفة تتحلل المادة اللحمية أولاً وتملأ الرواسب التجويف الداخلي للصدفة فتتكون الحشوة وعندما ينطبع شكل الصدفة على الرواسب المحيطة يتكون القالب. وعندما تتصلب هذه الرواسب وتتحلل الصدفة تبقى القوالب والحشوات كأحافير.

## فوائد دراسة الأحافير
1. تحديد العمر الجيولوجي للصخر الذي توجد فيه الأحافير.
2. التعرف على أنماط وأشكال الحياة القديمة وبيئاتها.
3. ساعدت الأحافير العلماء على تصنيف الحيوان والنبات.
4. زودت الباحثين بفكرة جلية عن المجموعات الحيوانية والنباتية المنقرضة التي ليس لها مثيلاً في المخلوقات الحية المعاصرة.
5. المساعدة في مضاهاة الوحدات الصخرية ومقارنتها ببعضها البعض.
6. تفيد في عمل الخرائط الجغرافية القديمة.
7. معرفة المناخ السائد في العصر الذي كان يعيش فيه المخلوق.

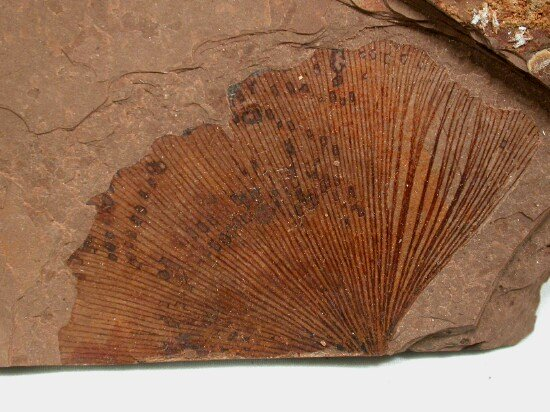

كما تفيد دراسة الأحافير في دراسة سطح اللاتوافق.